# 知恵ちゃんの聖書
「知恵ちゃんの聖書」（ちえちゃんのせいしょ）は、神聖かまってちゃんの5枚目のシングル。2012年10月10日にunBORDEから発売された。

## 解説
神聖かまってちゃんメジャーデビュー後、初となるシングル。タイトル曲は、2011年2月にヴォーカル「の子」によりyoutubeにアップされてから1年半(2012年時)で15万回再生を超え、ライヴでも何度も演奏され定番となっている楽曲。
今回もエンジニアはNastumenのAxSxE。バイオリンでチーナの柴由香子が参加している。
マスタリング後、発売日直前に歌詞の「当たり前だのクラッカー」が商標登録に引っかかることが判明。やむなく「クラッカー」の部分を無音処理した（カラオケなどではよみがなとして「クラッカー」と表示されている）。
その後「聖なる交差点」で、「クラッカー」の無音処理が外された規制なしバージョンが収録された。

## 収録曲
（全作詞・作曲：の子、編曲：神聖かまってちゃん） 
1. 知恵ちゃんの聖書 [4:04]
2. 熱いハートがそうさせないよ [4:50]
  - みさこがボーカルを担当している。
3. おっさんの夢 [4:06]

## 演奏者
- mono - キーボード
- の子 - ボーカル、ギター
- みさこ - ドラムス、コーラス
- ちばぎん - ベース、コーラス